# Hans Abrahamsen

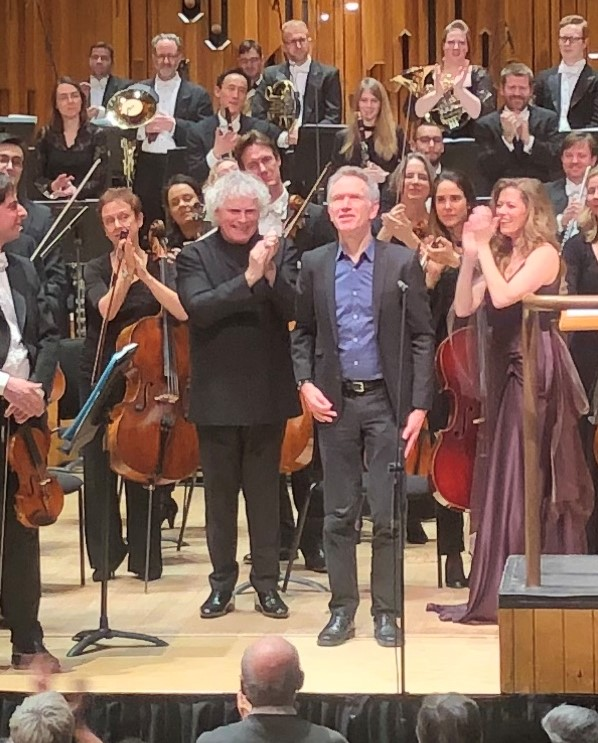
Hans Abrahamsen geflankeerd door Simon Rattle en Barbara Hannigan met het London Symphony Orchestra in the Barbican in Londen, 10 januari 2019.

Hans Abrahamsen (Kongens Lyngby, 23 december 1952) is een Deense componist.

## Carrière
Abrahamsen, die in zijn jeugd hoorn speelde, studeerde muziektheorie aan de Koninklijke Deense Muziekacademie in Kopenhagen bij onder anderen Pelle Gudmundsen-Holmgreen (1932) en Per Nørgård (1932). Hun invloeden klinken door in Abrahamsens werk, dat daarnaast stilistisch ook verwant is met dat van György Ligeti (1923-2006), bij wie hij in de jaren tachtig studeerde.
Abrahamsens vroege werk is door musicologen ingedeeld bij de stroming "Ny enkelhed" ("Nieuwe eenvoud"), die in het midden van de jaren 60 ontstond als reactie op de complexiteit van de Midden-Europese experimentele muziek. De eerste werken van Abrahamsen volgden de principes van deze Deense beweging, die een reactie was op de hang naar complexiteit die vooral uitging van de kring rond de "school van Darmstadt". 
Bij Abrahamsen kreeg dit vorm door een bijna naïef eenvoudige manier van uitdrukken. Als voorbeeld kan zijn stuk Skum ("Schuim", 1970) genoemd worden. Zijn muziek veranderde en ontwikkelde zich al snel verder, eerst door een wisselwerking met de romantiek  (te beluisteren in een werk voor orkest als Nacht und Trompeten, 1981). Daarna heeft hij ongeveer tien jaar slechts weinig gecomponeerd.
Na deze periode ontwikkelde zijn muziek zich tot iets heel eigens, waarin hij de strenge regels en de beperkingen waaraan modernisten zich houden, een plaats geeft in zijn muzikale wereld. Voorbeelden van opmerkelijk werk sinds hij weer componeert, zijn het pianoconcert dat hij schreef voor zijn vrouw, Anne Marie Fjord Abildskov, en het kamermuziekwerk Schnee, waarin het materiaal tot het uiterste is teruggesnoeid. Het voor (en in samenwerking met) de sopraan Barbara Hannigan geschreven Let me tell you (2013) werd een internationaal succes. De opera The Snow Queen, geschreven in opdracht van Det Kongelige Teater in Kopenhagen, kreeg zijn Nederlandse première in concertante vorm op 4 juni 2022 in het Amsterdamse Concertgebouw onder leiding van Kent Nagano.

## Werk (selectie)
- Oktober (1969) voor piano
- Mit grønne underlag (1970) voor hoorn en orgel
- Skum (1970) voor orkest
- Rundt om og ind imellem (1971, 76) voor koperkwintet
- Strijkkwartet nr. 1(10 Preludes) (1973), orkestversie 2010
- Stratifications (1973-1975)
- Winternacht (1976–78), voor ensemble
- Canzone (1977-78) voor accordeonsolo, opgedragen aan Mogens Ellegaard
- Walden (1978) voor blaaskwintet
- Nacht und Trompeten (1981) voor kamerorkest
- Strijkkwartet nr. 2 (1981)
- Märchenbilder (1984)
- Lied in Fall (1987) voor cello en 13 instrumenten
- 6 stukken voor viool, hoorn en piano
- Symfonie (1974) – uitgebracht op cd (Kontakt label (No 32194))
- 4 stukken (1983), orkestversie 2002-2003
- Tien studies voor piano (1983-1984)
- Hymne (1990) voor solocello of -altviool
- Aarhus Ragtime (1990) voor orkest
- Cellosonate (1999)
- Pianoconcert (1999-2000)
- Two Pieces in Slow Time (2000) voor koperblazers en slagwerk
- Three Little Nocturnes (2005) voor accordeon en strijkkwartet (2005)
- Schnee (2006) voor groot ensemble
- Strijkkwartet nr. 3 (2008)
- Double Concerto (2011) voor viool, piano en strijkers
- Strijkkwartet nr. 4 (2012)
- Let me tell you (2013) voor sopraan en orkest, opgedragen aan Barbara Hannigan
- The Snow Queen (Snedronningen) (2019), opera, naar het sprookje van H.C. Andersen